# Lion City Sailors Football Club
Maillots
Actualités
Dernière mise à jour : 12 janvier 2025.
Le Lion City Sailors Football Club (en chinois : 獅城水手足球俱樂部, et en tamoul : லயன் சிட்டி மாலுமிகள் கால்பந்து கிளப்), plus couramment abrégé en Lion City Sailors, est un club de football singapourien fondé en 1945 et basé à Singapour.
Le club joue au stade Jalan Besar depuis la saison 2021.
Il est actuellement présidé par Forrest Li. L'équipe première évolue en première division.

## Histoire
| Compétitions nationales | Compétitions internationales                 |
| --- | -------------------------------------------- |
| - Championnat de Singapour (4) : - Champion : 1999, 2003, 2021, 2024-25 - Vice-Champion : 2002, 2004 et 2007. - Coupe de Singapour (8) : - Vainqueur : 2000, 2001, 2003, 2005, 2011, 2013, 2023, 2025. - Finaliste : 2004, 2014 et 2015. - Supercoupe de Singapour (en) (3) : - Vainqueur : 2019, 2022 et 2024 - Finaliste : 2008, 2012 et 2014 | - Ligue des champions 2 : - Finaliste : 2025 |

## Personnalités du club

### Présidents
| - Winston Wong - Anselm Lopez | - Koh Siong Ling - Forrest Li |

### Entraîneurs
| - Robert Alberts (1er janvier 1999-31 décembre 1999) - Zsolt Bücs (1er juillet 2005-30 juin 2006) - P N Sivaji (1er janvier 2008-31 décembre 2009) - Lee Im-saeng (1er janvier 2010-5 décembre 2014) - Aidil Sharin (1er janvier 2017-7 octobre 2018) - Saswadimata Dasuki (1er décembre 2018-18 avril 2019) | - Noh Rahman (19 avril 2019-1er juillet 2019) - Radojko Avramović (2 juillet 2019-18 août 2019) - Noh Rahman (18 août 2019-18 décembre 2019) - Aurelio Vidmar (18 décembre 2019-avril 2021) - Robin Chitrakar (intérim, mai 2021-juin 2021) - Kim Do-hoon (juin 2021-) |